# Campiña de Baena
La Campiña de Baena és una comarca de la província de Còrdova situada entre les serralades Subbètiques i la campinya del Guadalquivir.
Zona principalment agrícola on el cultiu de l'olivera i la producció de l'oli l'ha fet mereixedora de la denominació d'origen Oli de Baena. Aquest municipi junt amb d'altres com Castro del Río o Espejo conformen una comarca que és regada pel riu Guadajoz i la seva via principal de comunicació és la nacional 432 que uneix Còrdova capital amb Granada. Encara és en projecte la seva conversió a autovia.

## Municipis
Està composta per cinc municipis:
- Baena (20.447 hab.)
- Castro del Río (8.088 hab.)
- Espejo (3.797 hab.)
- Nueva Carteya (5.581 hab.)
- Valenzuela (1.366 hab.)

## Fronteres
Limita amb:
- La comarca de l'Alto Guadalquivir i Còrdova al nord.
- La comarca Subbética al sud.
- La comarca de la Campiña Sur de Córdoba a l'oest.
- La província de Jaén a l'est.